# Риего-и-Нуньес, Рафаэль
Рафаэ́ль дель Рие́го-и-Ну́ньес (исп. Rafael del Riego y Núñez; 9 апреля 1784, Санта-Мария-де-Тунья, Астурия — 7 ноября 1823, Мадрид) — испанский генерал, либеральный политик (лидер эксальтадос).

## Биография
Родился в Санта-Мария-де-Тунья (Астурия) в обедневшей дворянской семье. По окончании университета в Овьедо в 1807 году переехал в Мадрид, где и поступил на военную службу.
В 1808 году, во время национально-освободительной войны против французских оккупантов, был взят в плен французами и заключён в тюрьму Эскориал, откуда сбежал.
10 ноября принял участие в сражении при Эспиносе-де-лос-Монтерос, после которого вновь попал в плен. Три дня спустя его отправили во Францию, где ему удалось освободиться. Он путешествовал по Англии и Германии, и в 1814 году, после окончания войны, возвратился в Испанию и вновь вступил в армию в звании подполковника.
Недовольный деспотичным режимом правления, присоединился к масонам и либералам в тайной деятельности против короля Фердинанда VII. В 1819 году король сформировал 10 батальонов, чтобы бороться с южноамериканскими движениями сопротивления. Риего принял под начало Астурийский батальон. Однако после достижения города Кадиса вместе с другими офицерами он поднял мятеж 1 января 1820 года и потребовал возвращения к конституции 1812 года. Этот конфликт позже получил известность как Испанская гражданская война 1820—1823 годов. Отряды Риего прошли через города Андалусии, надеясь поднять восстание против короля, но местное население в основном не поддержало его. Восстание началось в Галисии и быстро распространилось по всей Испании. 7 марта 1820 года королевский дворец в Мадриде был окружён солдатами под командой генерала Бальестероса, и 10 марта король согласился восстановить конституцию.
После вступления в силу конституции стал командиром дивизии Армии наблюдения, созданной из андалусских революционных войск, в июне — августе 1820 года был главнокомандующим этой армией.
8 января 1821 года он был назначен генерал-капитаном Арагона. 18 июня того же года женился на своей кузине Марии Терезе дель Риего-и-Бустильос.
4 сентября 1821 года из-за неудавшегося республиканского восстания был обвинён по навету в республиканизме и заключён в тюрьму. Однако его популярность росла, и в Мадриде прошли демонстрации с требованиями выпустить Риего. В марте 1822 года он был избран в Кортесы (испанский парламент) и в конечном счёте освобождён из тюремного заключения.
В декабре 1822 года на конгрессе в Вероне страны Священного союза решили, что республиканская Испания будет представлять угрозу для баланса сил в Европе, и что Франция должна восстановить абсолютную монархию в Испании. 7 апреля 1823 года французская армия пересекла франко-испанскую границу. Риего взял под команду 3-ю армию, и ему пришлось сражаться как с захватчиками, так и с местными роялистами. 15 сентября он был предан, после чего содержался под стражей в деревне Анкильяс (провинция Хаэн), затем его перевезли в Мадрид. Даже при том, что была объявлена абсолютная амнистия, королевский суд признал его виновным в измене, поскольку он был одним из тех членов парламента, которые голосовали за отстранение короля от власти.
7 ноября 1823 года Рафаэль дель Риего был повешен на площади Ла-Себада в Мадриде.
В честь Риего была написана песня «Гимн Риего», ставшая гимном Второй Испанской Республики (1931—1939). В настоящее время его портрет размещён в здании Ко́ртесов.
Революционеры 1820-х (в том числе декабристы) считали Риего идеалом борца за свободу.

## Память
- El Himno de Riego — песня, написанная в честь Риего. Она стала гимном Второй Испанской республики (1931—1936).
- В настоящее время портрет Риего находится в здании Генеральных кортесов Испании.
- Судьба Риего обыграна в эпиграмме Пушкина «Сказали раз царю, что наконец...».